# دالي ميلر
دالي ميلر (بالإنجليزية: Dale Miller)‏ هو سياسي أمريكي، ولد في 16 سبتمبر 1949 في كليفلاند في الولايات المتحدة. حزبياً، نشط في الحزب الديمقراطي. وقد انتخب عضو مجلس نواب أوهايو.

## وصلات خارجية
- الموقع الرسمي